# Jisaburō Ozawa
Viceadmiral Jisaburo Ozawa (小沢治三郎 Ozawa Jisaburō (2. oktober 1886 – 9. november 1966) var en admiral i den kejserlige japanske flåde under 2. verdenskrig. Han var den sidste øverstkommanderende for flåden under 2. verdenskrig. Mange historikere anser Ozawa for at være en af de dygtigste japanske admiraler. 

## Biografi
Ozawa blev født på landet i Koyu distriktet, Miyazaki prefekturet på øen Kyūshū i Japan. 
Ozawa tog eksamen i 37. årgang fra det kejserlige japanske søakademi i 1909, som nr. 45 i en årgang med 179 kadetter. Han udførte sin tjeneste som kadet på krydserne Soya og Kasuga samt på slagskibet Mikasa.
Som søløjtnant gjorde Ozawa tjeneste ombord på destroyeren Arare, slagskibet Hiei og krydseren Chitose og som løjtnant på slagskibet Kawachi og destroyeren Hinoki. Han specialiserede sig i torpedokrigsførelse og efter sin eksamen fra søkrigsakademiet i 1919 og forfremmelse til kaptajnløjtnant fik han sin første selvstændige kommando, destroyeren Take. Senere fik han kommandoen over destroyerne Shimakaze og Asakaze. Han fungerede som øverste torpedoofficer om bord på slagskibet Kongō i 1925.
Ozawa beklædte forskellige stabsposter fra 1925-1933, bortset fra et år i 1930 hvor han besøgte USA og Europa. Den 15. november 1934 fik han kommandoen over krydseren Maya og året efter slagskibet Haruna. 
Den 1. december 1936 blev Ozawa forfremmet til kontreadmiral. Han fortsatte med at gøre tjeneste på forskellige stabsposter herunder som stabschef for flåden i 1937 og kommandant for det kejserlige japanske flådeakademi. Han blev forfremmet til viceadmiral den 15. november 1940.
Efter angrebet på Pearl Harbor fik Ozawa ansvaret for Japans flådeoperationer i det Sydkinesiske hav som øverstkommanderende for den Sydlige ekspeditionsflåde, som dækkede invasionen af Malaya. I begyndelsen af 1942 (januar til marts) var hans flåde involveret i invasionen af Java og Sumatra.
Ozawa var en af de førende fortalere for marineflyvning i den japanske flåde. Ozawa var den første højtstående officer som anbefalede, at japanske hangarskibe skulle organiseres i en luftflåde, så de kunne træne og kæmpe sammen. 
Den 11. november 1942 blev Ozawa udpeget til chef for den 3. japanske flåde, hvor han afløste admiral Chuichi Nagumo som leder af Japans hangarskibsstyrker. Ozawa viste sig at være en aggressiv og dygtig leder, men blev overvældet af USA's numeriske og teknologiske overlegenhed iSlaget i det Filippinske hav. Efter slaget trak Ozawa sig tilbage til Okinawa hvor han afleverede sin afskedsansøgning, som ikke blev imødekommet.
Resterne af Ozawas flåde kæmpede i Slaget om Leyte Gulf mod styrkerne under admiral William F. Halsey. Selv om han var den ranghøjeste admiral i slaget om Leyte Gulf, fik Ozawa ikke nogen ledende stilling, da den japanske slagplan gik ud på at ofre hans styrke som en afledning, så admiral Takeo Kuritas centrale styrke kunne bryde gennem San Bernardino strædet og frit overfaldet MacArthurs invasionsstyrker ved kysten af Leyte. Ikke desto mindre spillede Ozawa sin rolle intelligent og professionelt til det sidste, selv om hans flåde afsluttede sin tid som kampstyrke ud for Filippinerne som ikke meget andet end madding. Flydækkene var tomme på grund af mangel på fly og piloter.
Efter slaget accepterede han en post i den japanske flådes generalstab og blev den sidste øverstkommanderende for den japanske flåde fra 29. maj 1945. Han afslog en forfremmelse til fuld admiral, og forblev viceadmiral indtil den endelige opløsning af den kejserlige japanske flåde. 
Ozawa, som havde øgenavnet 'Gargoil' (Onigawara) blandt sine folk, var ekstremt høj for en japaner (2 meter). Han havde også ry for at være både modig og medfølende overfor sine folk.
Ozawa døde i 1966 i en alder af 80 år.

### Bøger
- Costello, Frank (2001). The Second World War. Harper Perennial. ISBN 0688016200.
- D'Albas, Andrieu (1965). Death of a Navy: Japanese Naval Action in World War II. Devin-Adair Pub. ISBN 0-8159-5302-X.
- Dull, Paul S. (1978). A Battle History of the Imperial Japanese Navy, 1941-1945. Naval Institute Press. ISBN 0-87021-097-1.
- Field, James A. (1947). The Japanese at Leyte Gulf;: The Sho operation. Princeton University Press. ASIN B0006AR6LA.
- Frank, Richard (2001). Downfall: The End of the Imperial Japanese Empire. Penguin. ISBN 0141001461.
- Gilbert, Martin (2004). The Second World War: A Complete History. Holt. ISBN 0805076239.
- Keegan, John (2005). The Second World War. Penguin. ISBN 0143035738.
- Sheftall, M.G. (2005). Blossoms in the Wind: Human Legacies of the Kamikaze. NAL Caliber. ISBN 0451214870.
- Spector, Ronald (1985). Eagle Against the Sun: The American War With Japan. Vintage. ISBN 0394741013.